# Leborulás (buddhizmus)
A leborulás (páli: panipáta, szanszkrit: namasz-kara, kínai: li-baj, japán: raihai) buddhista gyakorlat a három drágaság (Buddha, dharma és szangha) és egyéb vallási tárgy előtti hódolat kifejezésére.
A hagyományok szerint a buddhista gyakorlók úgy tartják, hogy a leborulások több okból is hasznosak:
- az adás/adakozás és tisztelet gyakorlására,
- a szennyeződések tisztítására szolgáló gyakorlat, főleg az önteltség ellen,
- a meditáció előkészítésére,
- érdemek felhalmozására (lásd karma).

## Théraváda buddhizmus
A páli kánon több szútrájában is szerepel, hogy Buddha korában a világi emberek leborultak Buddha előtt. A théraváda buddhizmusban, a napi gyakorlat részeként, általában a kántálás és a meditáció előtt szoktak leborulásokat végezni. Ezt általában háromszor végzik el: egyszer Buddha előtt, egyszer a tanítások előtt (Dhamma) és egyszer a buddhista közösség előtt (Szangha). Általánosság szerint a gyakorlók egyéb „szent tárgy” előtt is kifejezhetik hódolatukat.
A théravádinok az ún. „öt-pontos leborulást” (páli: patitthitapancsa) vagy "öt-végtagú leborulást" (páli: panycs'anga-vandana) végzik, amelynél a két tenyér és a könyökök, a lábujjak és a térdek, valamint a homlok érinti a földet.
Thaiföldön hagyományosan a következő páli verssorokat kántálják az egyes leborulások során:
| Első leborulás     | Araham szamma-szambuddho bhagava Buddham bhagavantam abhivademi. | A Nemes, a teljesen Megvilágosodott, az Emelkedett, Meghajolok az emelkedett Buddha előtt.   |
| Második leborulás  | Szvakkhato bhagavata dhammo Dhammam namassami.                   | Az Emelkedett helyesen kifejtett Dhammája Mélyen meghajolok a Dhamma előtt.                  |
| Harmadik leborulás | Szupatipanno bhagavato szavakaszangho sangham namami.            | Az Emelkedett helyesen gyakorolt tanítványainak közössége Mélyen meghajolok a Szangha előtt. |

A théraváda országokban, mint például Srí Lanka, a tanítványok üdvözléskor meghajolnak mesterük előtt és elmondják az "Okásza aham bhante vandámi" ("Hódolatomat fejezem ki feléd tiszteletreméltó úr") köszönő sort.

## Mahájána buddhizmus
Phillip Kapleau, zen mester a következőképpen mesél első tartózkodásáról egy „igazi zen kolostorban”:
|  | „Emlékszem, milyen jó volt, amikor először találkoztam a tanítómmal. Ahogy azt ti is tudjátok, a hódolat kifejezéséhez leborulást szokás végezni a rósi előtt. De, hogy mennyire nem akaródzott ez nekem és hogyan álltam ellent! "... [M]i köze ehhez a zennek?" A tanítóm tisztában volt a bennem zajló folyamatokkal, de nem szólt semmit, csak nézte és vidáman mosolygott, ahogy frusztrált kósza mozdulataimat végeztem mindegyik dokuszan előtt. Aztán egy nap, amikor még a szokásosnál is ügyetlenebb időszakom volt, leborulás közben rám kiáltott: „Kapleau-szan, amikor a dokuszanban végzel leborulást, akkor nem előttem borulsz le, hanem a saját Buddha-természeted előtt”.” |
|  | |

A zen buddhizmusban fél és teljes leborulást is végeznek. Robert Aitken, zen mester a következőt írja ezzel kapcsolatban:
|  | „A zen gyakorlónak azt tanítják, hogy leboruláskor (raihai) mindent el kell dobni. Leboruláskor a könyökök be vannak hajtva, a tenyerek pedig az ég felé néznek, ugyanis Buddha lábát emelik szimbolikusan a fejük fölé.” |
|  | |

## Vadzsrajána buddhizmus

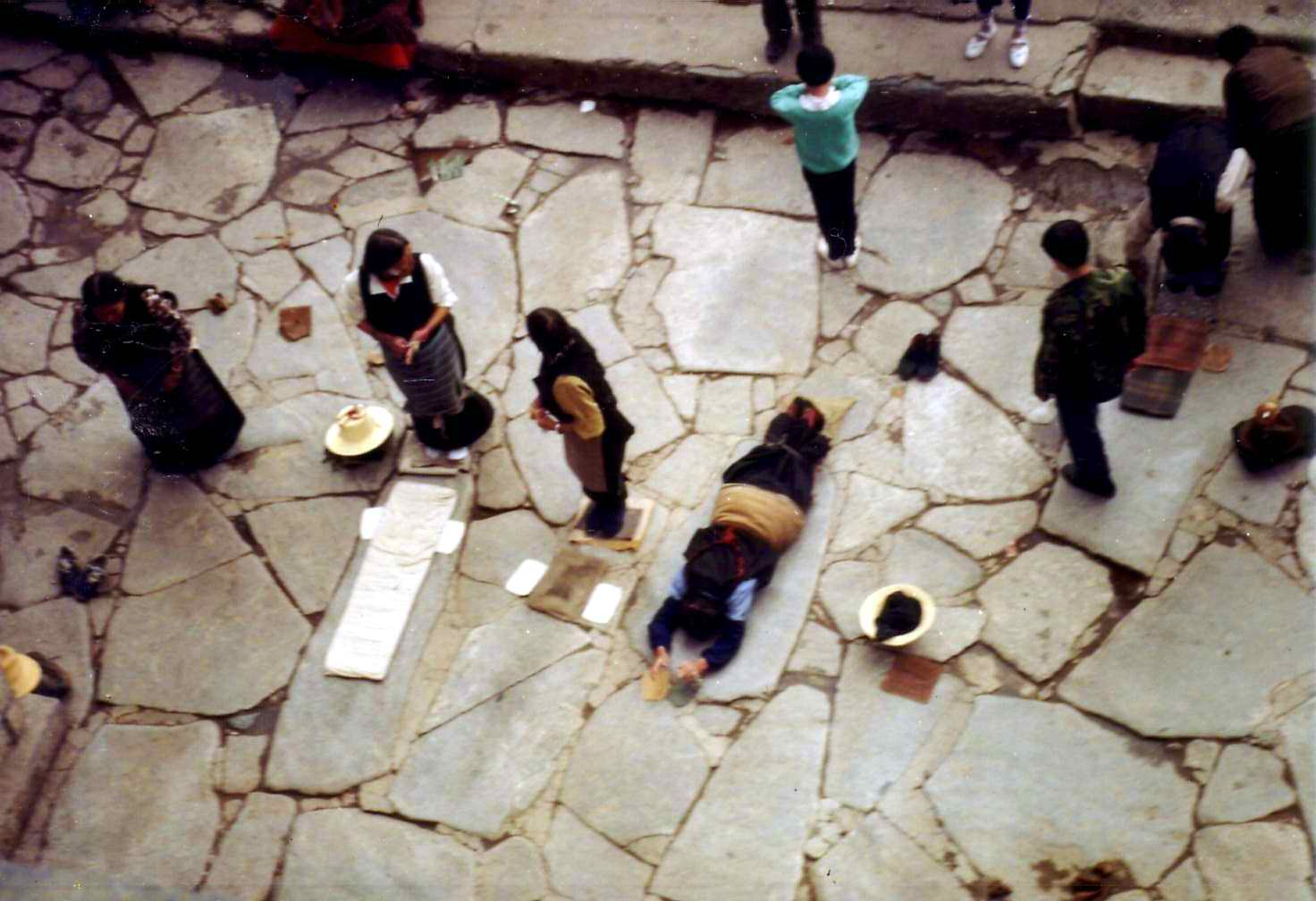
Zarándokok végeznek leborulásokat a Dzsokhang kolostorban, Lhásza

A vadzsrajána buddhizmusban gyakran végeznek leborulást a meditációk és a tanítások előtt, de önálló gyakorlatként is állhat. A leborulásokat arra használják, hogy tisztítsák a testüket, a beszédüket és a tudatukat a karmikus szennyeződésektől, elsősorban a gőgtől. A leborulásokat kiegészíthetik vizualizációs gyakorlatokkal is.
Például a guru rinpocse felé kifejezett hódolatban a leborulásokat a következőképpen végzik:
|  | „...Tedd a kezed imádkozó „lótusz mudra” tartásba (a tenyér alja és az ujjhegyek érintkeznek és a hüvelykujjak valamelyest befelé állnak) helyezd a homlokod csúcsára, majd a torkodhoz, aztán a szívedhez. Amikor a homlokodhoz emeled a kezed, akkor a guru rinpocse megvilágosodott teste előtt teszed hódolatod, tisztítod a testben keletkezett elzáródásokat, valamint létrehozod a három test (trikája ) megvalósításának lehetőségét. A torkodnál fejezed ki tiszteletedet a megvilágosodott beszéde előtt és megteremted a szambhogakája megvalósításának lehetőségét. A szívedhez tartva az imádkozó kezeidet, hódolatodat fejezed ki a megvilágosodott tudat előtt, tisztítod a tudatban keletkezett szennyeződéseket és megteremted dharmakája megvalósításának lehetőségét. Leboruláskor egész testtel elnyúlsz a földön, a karjaidat pedig kinyújtod a fejed fölé... Most tedd újra össze a kezeidet imádkozó lótusz mudra állásba, hajlítsd be a karodat és érintsd meg a fejed tetejét. Ezzel a mozdulattal ismered el a guru rinpocse áldását. Ezután nyújtsd ki a karod ismét és emelkedj fel a földről... Tedd össze a kezeidet lótusz mudra tartásba harmadszor is és érintsd meg a szívednél hódolatod jeléül. Ezután kezd elölről a mozdulatsort...” |
|  | |

Ezt a fajta leborulást gyakran végzik 3-as, 7-es, 21-es vagy 108-as sorozatban. A leborulások számolásához olykor málát (buddhista imafüzér) használnak.